# فرودگاه شهری ترتل لیک
فرودگاه شهری ترتل لیک (به انگلیسی: Turtle Lake Municipal Airport)  یک فرودگاه همگانی   است که یک باند فرود چمن دارد و طول باند آن ۹۷۵ متر است. این فرودگاه در  کشور ایالات متحده آمریکا قرار دارد و در ارتفاع ۵۸۲٫۲ متری از سطح دریا واقع شده است.